# Guillaume V de Warenne
Guillaume V de Warenne (9 février 1256-15 décembre 1286) est le fils unique de Jean Ier de Warenne (1231-1304), 6e comte de Surrey, Ier comte de Sussex, et de son épouse Alix de Lusignan (v. 1229-1256).

## Décès et succession
Guillaume est tué lors d'un tournoi tenu à Croydon en décembre 1286. Il a été suggéré que sa mort était en réalité un assassinat, planifié par ses ennemis,. À la mort de Guillaume, son jeune fils Jean de Warenne (1286-1347) devient l'héritier du comté de Surrey. Lorsque ce dernier meurt en 1347, il est remplacé dans ses titres et biens par son petit-fils. La mort sans descendance légitime de Jean en 1347 conduit à la transmission du titre de comte de Surrey à Richard FitzAlan, fils aîné d'Edmond FitzAlan et d'Alice de Warenne, sœur de Jean.

## Mariage et descendance

### Jeanne de Vere
Guillaume épouse Jeanne, fille de Robert de Vere, 5e comte d'Oxford. Ils ont deux enfants :
- Jean de Warenne (30 juin 1286- 29/30 juin 1347), 7e comte de Surrey, épouse Jeanne de Bar ;
- Alice de Warenne (15 juin 1287-23 mai 1338), épouse Edmond FitzAlan, 2e comte d'Arundel.